# Gran Chaco

Gran Chaco ali Suhi Chaco je redko poseljena, vroča in semiaridna nižinska naravna regija porečja Río de la Plata, razdeljena med vzhodno Bolivijo, zahodni Paragvaj, severno Argentino ter del brazilskih zveznih držav  Mato Grosso in  Mato Grosso Sul, kjer je povezan z regijo Pantanal. To deželo včasih imenujejo Planota Chaco.

## Toponim
Ime Chaco izvira iz besede v kečuanščini, avtohtonem jeziku iz Andov in visokogorja Južne Amerike. Beseda chaqu, ki pomeni 'lovišče', verjetno izvira iz bogate raznolikosti živalskega sveta, prisotnega v celotni regiji.

## Geografija
Gran Chaco je velik približno 786.791 km², čeprav se ocene razlikujejo. Nahaja se zahodno od reke Paragvaj in vzhodno od Andov in je večinoma aluvialna sedimentna planota, ki si jo delijo Paragvaj, Bolivija in Argentina. Razteza se od približno 17 do 33 ° J zemljepisne širine in med 65 in 60 ° W zemljepisne dolžine, čeprav se ocene razlikujejo.
V preteklosti je bil Chaco razdeljen na tri glavne dele: Chaco Austral ali Južni Chaco, južno od reke Bermejo in znotraj argentinskega ozemlja, ki se na najjužnejšem koncu meša v ekoregijo pampa; Chaco Central  ali osrednji Chaco med reko Bermejo in reko Pilcomayo na severu, prav tako zdaj na argentinskem ozemlju; in Chaco Boreal ali Severni Chaco, severno od reke Pilcomaya do brazilskega Pantanala, znotraj paragvajskega ozemlja in si del območja deli z Bolivijo.
Domačini ga danes včasih delijo po političnih mejah, kar vodi do izrazov argentinski chaco, paragvajski chaco in bolivijski chaco. (Znotraj Paragvaja ljudje včasih uporabljajo izraz Centralni Chaco za območje, ki je približno sredi Chaco Boreal, kjer so nastanjene kolonije menonitov -  člani nekaterih krščanskih skupin, ki pripadajo cerkvenim skupnostim anabaptističnih denominacij, imenovanih po Mennu Simonsu (1496–1561) iz Frizije.)
Chaco Boreal lahko delimo na dva dela: bližje goram na zahodu je Alto Chaco (Zgornji Chaco), včasih znan tudi kot Chaco Seco (ali Suhi Chaco), zelo suh in redko poraščen. Na vzhodu manj sušne razmere v kombinaciji z ugodnimi značilnostmi tal dopuščajo sezonsko suho višje rastoč trnov gozd, na vzhodu pa še večje količine padavin v kombinaciji z nepravilno odcednimi nižinskimi tlemi povzročijo nekoliko močvirnato ravnico, imenovano Bajo Chaco (Spodnji Chaco), včasih znan tudi kot Chaco Húmedo (vlažni Chaco). Ima bolj odprto vegetacijo savane, ki jo sestavljajo palme, drevesa quebracho in tropska območja z visoko travo, z bogastvom žuželk. Pokrajina je večinoma ravna, pobočja z naklonom 0,004 stopinje proti vzhodu. To območje je tudi ena od ločenih fiziografskih provinc enote Parana-Paragvajska nižina.
Območja, bolj gostoljubna za razvoj, so ob rekah Paragvaj, Bermejo in Pilcomayo. So odličen vir lesa in tanina, ki izvira iz domačega drevesa quebracho. Tam so bile zgrajene posebne tovarne tanina. Les palo santo – nepravi gvajak (Bulnesia sarmientoi) iz Centralnega Chaca je vir olja - dišave za milo). Paragvaj goji mate tudi v spodnjem delu Chaca.
Veliki deli osrednjega in severnega Chaca so zelo rodovitni, imajo peščena naplavinska tla s povišano vsebnostjo fosforja in topografijo, ki je ugodna za razvoj kmetijstva. Drugi deli so za kmetovanje zahtevni: polsuho do polvlažno podnebje (600–1300 mm padavin na leto) s šestmesečno suho sezono in zadostno količino sladke podzemne vode, omejene na približno eno tretjino regije, dve tretjini brez podtalnice ali s podtalnico visoke slanosti. Ko je gozd očiščen, so tla običajno nagnjena k eroziji. V osrednjem in severnem Paragvaju so v Chacu občasne prašne nevihte povzročile večje izgube površinskega sloja zemlje.

## Zgodovina
Chaco so zasedla nomadska ljudstva, predvsem različne skupine, ki so sestavljale Guaycuru, ki so se upirale španskemu nadzoru, pogosto uspešno, od 16. do začetka 20. stoletja.
Pred nacionalno neodvisnostjo držav, ki sestavljajo Chaco, je bilo celotno območje ločena kolonialna regija, ki so jo Španci poimenovali Chiquitos.
Gran Chaco je bil sporno ozemlje od leta 1810. Uradno naj bi bil del Argentine, Bolivije in Paragvaja, čeprav je večji kopenski del zahodno od reke Paragvaj pripadal Paragvaju od njegove neodvisnosti. Argentina je zahtevala ozemlja severno od reke Bermejo, dokler paragvajski poraz v vojni trojne koalicije leta 1870 ni vzpostavil sedanje meje z Argentino.
V naslednjih nekaj desetletjih je Bolivija začela izrivati domorodce in naseljevati Gran Chaco, medtem ko ga je Paragvaj ignoriral. Bolivija je poiskala reko Paragvaj za prevoz nafte do morja (po izgubi pacifiške obale v pacifiški vojni je postala država brez izhoda na morje), Paragvaj pa je zahteval lastništvo zemljišča. To je postalo ozadje vojne za Gran Chaco (1932–1935) med Paragvajem in Bolivijo zaradi domnevne nafte v Chaco Borealu (prej omenjena regija severno od reke Pilcomayo in zahodno od reke Paragvaj). Sčasoma je argentinski zunanji minister Carlos Saavedra Lamas posredoval v premirju in poznejši pogodbi, podpisani leta 1938, ki je Paragvaju dala tri četrtine Chaco Boreala in Boliviji koridor do reke Paragvaj z možnostjo uporabe Puerto Casado in pravico do gradnje lastnega pristanišča. V regiji niso našli nafte do leta 2012, ko je paragvajski predsednik Federico Franco napovedal odkritje nafte na območju reke Pirity.
Menoniti so se v paragvajski del regije priselili iz Kanade v 1920-ih; več jih je prišlo iz ZSSR v 1930-ih in takoj po drugi svetovni vojni. Ti priseljenci so ustvarili nekaj največjih in najbolj uspešnih občin globoko v predelu Gran Chaco.
V regiji živi več kot 9 milijonov ljudi, ki so približno enakomerno razdeljeni med Argentino, Bolivijo in Brazilijo, v Paragvaju pa približno 100.000. Območje ostaja razmeroma nerazvito. V 1960-ih so paragvajske oblasti zgradile cesto Trans-Chaco in argentinski nacionalni direktorat za ceste, državni cesti 16 in 81, da bi spodbudili dostop in razvoj. Vse tri ceste se raztezajo približno 700 km od vzhoda proti zahodu in so zdaj popolnoma modernizirane, prav tako mreža devetih brazilskih cest v državi Mato Grosso do Sul.

## Rastlinstvo in živalstvo
Gran Chaco je območje z najvišjimi temperaturami na celini.
Ima visoko biotsko raznovrstnost, vsebuje približno 3400 rastlinskih vrst, 500 ptic, 150 sesalcev ter 220 plazilcev in dvoživk.

### Rastlinstvo
Značilnosti rastlinstva Gran Chaca so različne glede na velik geografski obseg regije. Prevladujoča vegetativna struktura so kserofitični listnati gozdovi z več plastmi, vključno s krošnjami (drevesa), podkrovinami, grmičevjem in podrastjo. Ekosistemi vključujejo tudi rečne gozdove, mokrišča, savane in sestoje kaktusov.
Na višjih legah vzhodnega pasu vlažnega Chaca zreli gozdovi prehajajo od mokrih gozdov južne Brazilije. V teh gozdovih prevladujejo krošnje, kot je cvetoče drevo lapačo (Handroanthus impetiginosus), za katere so značilne pogoste liane in epifiti. To upada s sezonsko poplavljenimi gozdovi na nižjih nadmorskih višinah, v katerih prevladuje quebracho (Schinopsis spp.), običajni ravninski rod, ki ga pogosto nabirajo zaradi vsebnosti tanina in gostega lesa. Podrast obsega bromelijevke, različne kaktuse ter trpežne grmovnice, kot je Schinus fasciculatus. Ta spodnja območja nimajo lian, imajo pa številne epifitske vrste, kot je Tillandsia. Rečni sistemi, ki se pretakajo skozi območje, kot sta reki Paragvaj in Parana, omogočajo sezonsko poplavljene polzelene gozdove, ki vsebujejo obrežne vrste, kot sta Tessaria integrifolia in Salix humboldtiana. Drugi sezonsko poplavljeni ekosistemi tega območja vključujejo savane, v katerih prevladujejo palmovke (Copernicia alba), s kupom zelnate plasti, v kateri prevladujejo trave.
Proti zahodu v semiaridnem / aridnem Chacu srednje velike gozdove sestavljajo Aspidosperma quebracho-blanco in Schinopsis quebracho z nekoliko krajšo subkanopijo, sestavljeno iz več vrst iz družine Fabaceae, ter več drevesnih kaktusov, ki ločujejo to območje Chaco. Pojavi se grmičevjemu podobno grmovje in zelnata plast. Na peščenih tleh se debelni gozd spremeni v savane, kjer prevladujejo omenjene vrste, pa tudi vrste, kot je mimozolistni palisandrovec (Jacaranda mimosifolia). Orjaški argentinski zobotrebec (Stetsonia coryne), ki ga najdemo po zahodni regiji, postane v teh peščenih savanah zelo opazen. Po vsem Gran Chacu se pojavljajo različni gorski sistemi rastlinskih združb. V višavju argentinskega Chaca so na suhi, sončni strani (do 1800 m) gozdovi Schinopsis haenkeana. Na hladnejši strani gora prevladujejo Zanthoxylum coco (lokalno imenovana Fagara coco) in Schinus molleoides (lokalno Lithrea molleoides). Druge pomembne vrste so Bougainvillea stipitata in več vrst iz Fabaceae. V paragvajskih pogorjih so tudi drugi gozdni pobočni ekosistemi, predvsem tisti, v katerih na vlažnih pobočjih prevladuje Anadenanthera colubrina. Oba ta gorska sistema, pa tudi številna druga območja Gran Chaca, so bogata z endemiti.

### Živalstvo
Tudi živalska raznolikost v Gran Chacu je velika. Gran Chaco ima okoli 500 ptic, 150 sesalcev ter 220 vrst plazilcev in dvoživk. Živali, ki so običajno povezane s tropskimi in subtropskimi gozdovi, pogosto najdemo po celotnem vzhodnem vlažnem Chacu, vključno z jaguarji, opicami vriskači (Alouatta), pekariji, jeleni in tapirji. Tudi tu so zlahka vidni pasavci in mravljinčarji. Argentinski Chaco, kjer živi vsaj 10 vrst, je kraj vrhunske raznolikosti pasavcev, vključno z vrstami, kot je deveteroprogasti pasavec (Dasypus novemcinctus), ki je razširjen od severa do juga in južni triprogasti pasavec (Tolypeutes matacus). Rožnatega vilinskega pasavca (Chlamyphrous truncatus) ni nikjer drugje na svetu. Velikega pasavca (Priodontes maximus), ni mogoče najti v vzhodnem vlažnem Chacu, ga pa je mogoče videti v bolj suhem Chacu na zahodu. Nekateri drugi pomembni endemiti regije so tuko-tuco (Ctenomys pontifex). Tega majhnega glodalca najdemo le v argentinskem Chacu. Vseh 60 vrst družine tukotukijev (Ctenomyidae) je endemičnih za Južno Ameriko. Wagnerjev pekari (Catagonus wagneri), lokalno znan kot tauga, je največja od treh vrst pekarijev, najdenih na tem območju. Znanstveniki so to vrsto proglasili za izumrlo do leta 1975, ko jo je opisal Ralph Wetzel.
Zaradi podnebja v Gran Chaco je herpetofavna na različnih mestih v omejena na vlažna zatočišča. Razpadli hlodi, ruševine, stara naselja, vodnjaki in sezonski kmetijski ribniki so primeri takšnih zatočišč. Črnonogi seriem (Chunga burmeisteri), papiga Aratinga acuticadauta, golob Columbina picui, kukavica Guira guira, mala trnovka Phacellodomus sibilatrix in raznobarven ščinkavec Saltaitricula multicolor so opazne med 409 vrstami ptic, ki so gnezdilke ali selivke na območju Gran Chaco; 252 od teh vrst je endemičnih za Južno Ameriko.

## Vprašanja ohranjanja
Chaco je ena zadnjih kmetijskih meja Južne Amerike. Zelo redko poseljen in nima dovolj cest za vse vremenske razmere in osnovne infrastrukture (argentinski del je bolj razvit kot paragvajski ali bolivijski del), že dolgo je odmaknjen za sajenje pridelkov. Pomembna izjema so osrednje kolonije Menokitov.
Dva dejavnika lahko v bližnji prihodnosti bistveno spremenita Chaco: nizke ocene zemljišč in primernost regije za gojenje energetskih poljščin. Primernost za gojenje jatrophe (Jatropha curcas L.) za bidizel je dokazana. Tudi sladki sirek kot etanolska rastlina se lahko izkaže za uspešnega, saj je sirek tradicionalna lokalna poljščina za domačo in surovinsko uporabo. Uporabnost trajnega prosa (Panicum virgatum) trenutno preučuje argentinski Instituto Nacional de Tecnología Agropecuaria, kot tudi palme Copernicia alba v paragvajskem Chacu.
Čeprav lahko napredek v kmetijstvu prinese nekatere izboljšave v infrastrukturi in zaposlovanju v regiji, je izguba habitata in pragozda precejšnja in bo verjetno povečala revščino. Paragvaj, potem ko je med letoma 1975 in 2005 izgubil več kot 90 % atlantskega deževnega gozda, zdaj izgublja svoj kserofitični gozd (suhi gozdovi) v Chacu z letno stopnjo 220.000 hektarjev (2008). Sredi leta 2009 predvideni zakon, ki ga je sprožila Liberalna stranka in bi v celoti prepovedal krčenje gozdov v paragvajskem Chacu, Deforestacion Zero en el Chaco ni dobil večine v parlamentu.
Krčenje gozdov v argentinskem delu Chaca je med letoma 2001 in 2007 znašalo povprečno 100.000 hektarjev na leto. Po podatkih lokalne nevladne organizacije Fundación Avina je v povprečju na dan očiščenih 1130 ha. Nasadi soje ne odpravljajo le gozda, temveč tudi druge vrste kmetijstva. Avtohtone skupnosti izgubljajo zemljo zaradi agrobiznisa. Od leta 2007 naj bi zakon urejal in nadzoroval posek lesa v Gran Chacu, vendar se nezakonita sečnja nadaljuje.
Med agresivnimi vlagatelji v paragvajski Gran Chaco so ameriška kmetijska podjetja Cargill Inc., Bunge Ltd. in Archer Daniels Midland Co.

## Zavarovana območja
Ocena iz leta 2017 je pokazala, da je 176.715 km² ali 22 % ekoregije na zavarovanih območjih.
Septembra 1995 je bil na območju Chaco v Boliviji ustanovljen narodni park Kaa-Iya del Gran Chaco in naravno območje integriranega upravljanja. Vodijo in ustanavljali so ga samo domorodna ljudstva, vključno Izoceño Guaraní, Ayoreode in Chiquitano.
Zavarovana območja v Paragvaju so: narodni park Defensores del Chaco, narodni park Tinfunqué, naravni rezervat Cerro Cabrera – Timané, Chovoreca Natural Monument, Médanos del Chaco National Park, Río Negro National Park, Teniente Agripino Enciso National Park
Zavarovana območja v Argentini sta: narodni park Copo in narodni park El Impenetrable.

## Administrativne enote v Gran Chaco
Naslednje argentinske province, bolivijski in paragvajski departmaji ter brazilske zvezne države ležijo na območju Gran Chaco bodisi v celoti bodisi delno.
| Regija              | Država    |
| ------------------- | --------- |
| Chaco               | Argentina |
| Córdoba             | Argentina |
| Formosa             | Argentina |
| Salta               | Argentina |
| Santa Fe            | Argentina |
| Santiago del Estero | Argentina |
| Tucumán             | Argentina |
| Beni                | Bolivija  |
| Chuquisaca          | Bolivija  |
| Santa Cruz          | Bolivija  |
| Cochabamba          | Bolivija  |
| Tarija              | Bolivija  |
| Alto Paraguay,      | Paragvaj  |
| Boquerón            | Paragvaj  |
| Presidente Hayes    | Paragvaj  |
| Mato Grosso do Sul  | Brazilija |

## Domorodna ljudstva
- Ljudstvo Abipón, Argentina, zgodovinska skupina
- Angaite, severozahodni Paragvaj
- Ayoreo[20] (Morotoco, Moro, Zamuco), Bolivija in Paragvaj
- Chamacoco (Zamuko), Paragvaj
- Chané, Argentina in Bolivija
- Chiquitano (Chiquito, Tarapecosi), vzhodna Bolivija
- Chorote (Choroti), Iyojwa'ja Chorote, Manjuy), Argentina, Bolivija in Paragvaj
- Guana (Kaskihá), Paragvaj
- Gvarani, Argentina, Bolivija, Brazilija in Paragvaj
  - Bolivijski Gvarani
    - Vzhodni Gvarani (Chiriguano), Bolivija
    - Guarayo (vzhodni bolivijski Gvarani)

  - Chiripá (Tsiripá, Ava), Bolivija
  - Pai Tavytera (Pai, Montese, Ava), Bolivija
  - Tapieté (Guaraní Ñandéva, Yanaigua), vzhodna Bolivija
  - Yuqui (Bia), Bolivija
- Guaycuru, Argentina, Bolivija, Brazilija in Paragvaj
  - Mbayá (Caduveo), zgodovinski
    - Kadiweu, Brazilija

  - Mocoví (Mocobí), Argentina
  - Payaguá
  - Pilagá (Pilage Toba)
  - Toba, (Qom, Frentones), Argentina, Bolivija in Paragvaj
- Kaiwá, Argentina and Brazilija
- Lengua (Enxet), Paragvaj
  - Severni Lengua (Eenthlit, Enlhet, Maskoy), Paragvaj
  - Južni Lengua, Paragvaj
- Lulé (Pelé, Tonocoté), Argentina
- Towolhi - Maká (Towolhi), Paragvaj
- Nivaclé (Ashlushlay, Chulupí, Chulupe, Guentusé), Argentina in Paragvaj
- Sanapaná (Quiativis), Paragvaj
- Vilela, Argentina
- Wichí (Mataco), Argentina and Bolivija

Mnoga od teh ljudstev govorijo ali so govorila jezike matako – guaicuru.